# Демір Баба Теке

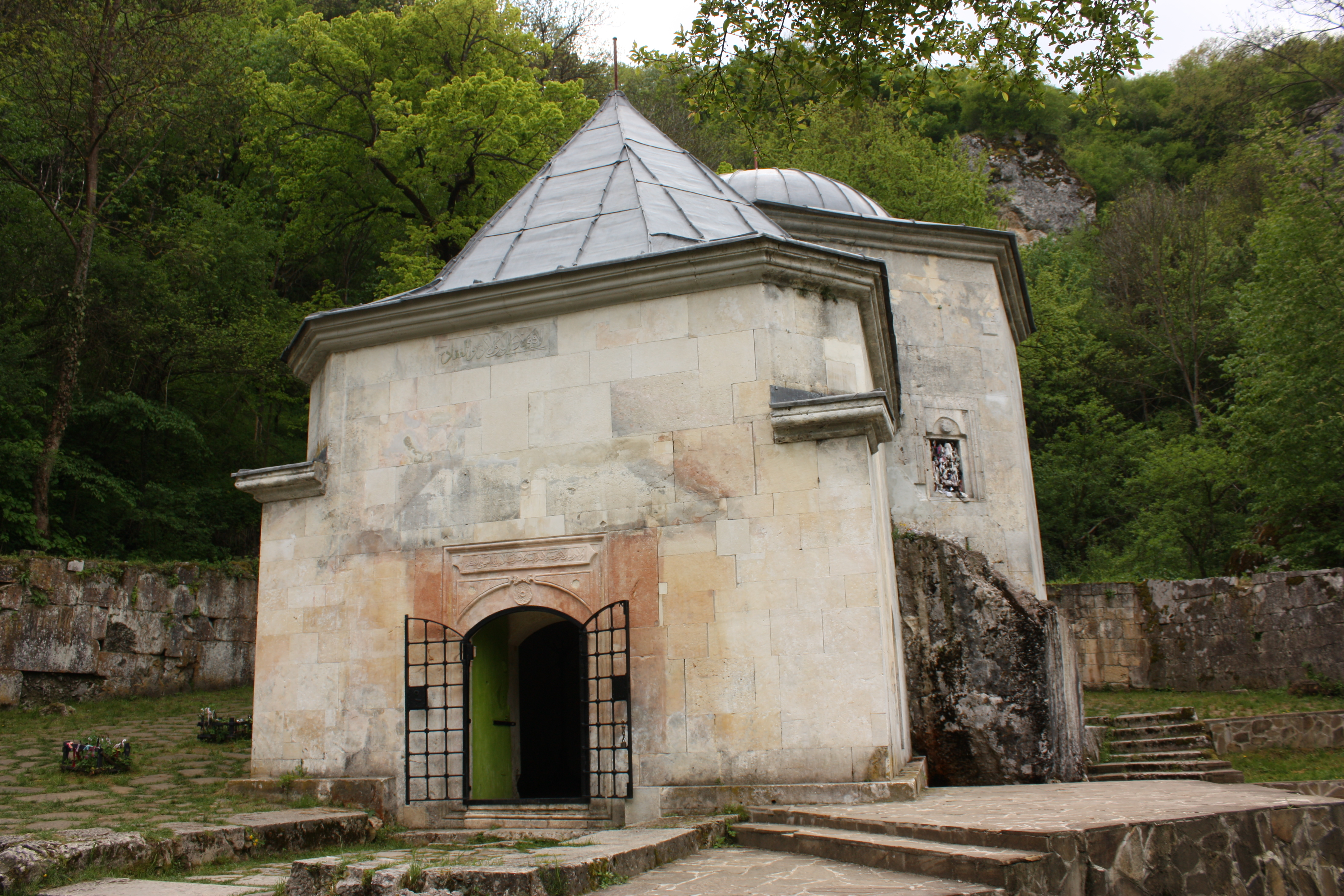
Фронтальний вид Демір-баба-Теке, відомого як найбільш священне місце для алевитів.

Демір Баба Теке (болг. Демир баба теке; тур. Demir Baba Tekkesi) — алевітський мавзолей (тюрбе) XVI століття поблизу села Свештарі, муніципалітет Ісперіх, область Разград на північному сході Болгарії. Бувши частиною історико-археологічного заповідника Сборяново, Демір Баба Теке входить до списку 100 туристичних місць Болгарії.
Вважається, що мавзолей є місцем спочинку Деміра Баби, алевітського святого XVI століття. Сама гробниця є семикутною будівлею, побудованою з місцевого пісковику. Він має нижній прямокутний передпокій і перекритий напівсферичним куполом 11 метрів (36 фут) у висоту. Могила Деміра Баби знаходиться в середині семикутного внутрішнього приміщення. Побудований з цегли та дерева, саркофаг має 3,74 метра (12,3 фут) у довжину і розташоване так, щоб голова святого вказувала на південний захід. Саркофаг, як правило, повністю покритий подарунками, і лише в рідкісних випадках його показують алевітським паломникам.
Вважається, що мавзолей був побудований у XVI столітті на місці, яке, ймовірно, було стародавнім фракійським святим місцем 4 століття до нашої ери. Навколо тюрбе поступово виник культовий комплекс (текке). Це включало святе джерело, мечеть, про яку згадували мандрівники у XVIII та XIX століттях, але потім була знищена, а також дерев'яну громадську кухню (імарет), яку знесли в 1976 році через її занепад. Об'єктами текке, які збереглися до наших днів, є мавзолей, святе джерело, житловий будинок і невисока кам'яна огорожа, що оточує комплекс. Невелика виставка в житловому будинку пояснює історію алевітів і самого Деміра Баби.
Демір Баба Теке був оголошений пам'яткою культури місцевого значення в 1970 році урядом ще тодішньої Народної Республіки Болгарії. У 1991—1994 рр. мавзолей був відреставрований: зруйновану дерев'яну підлогу замінено на нову та реконструйовано внутрішні декоративні елементи будівлі (зокрема розписи XIX ст.).

## Галерея

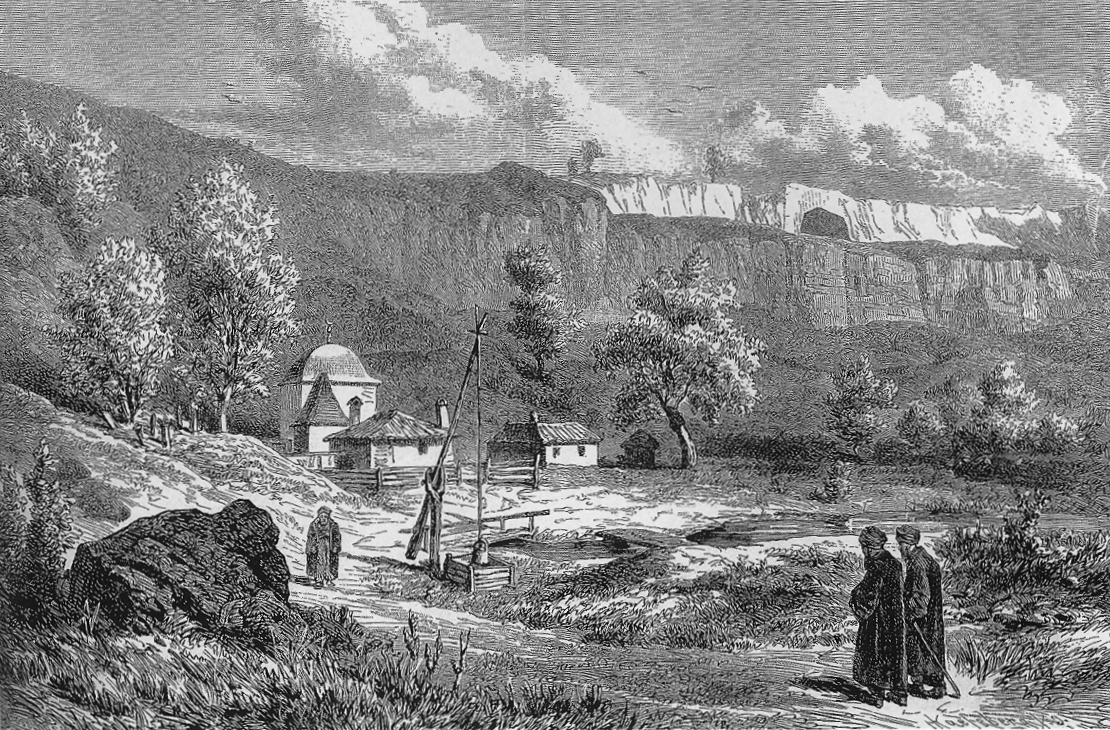
Демір Баба Теке, яким його бачив австрійський мандрівник Фелікс Каніц у ХІХ столітті
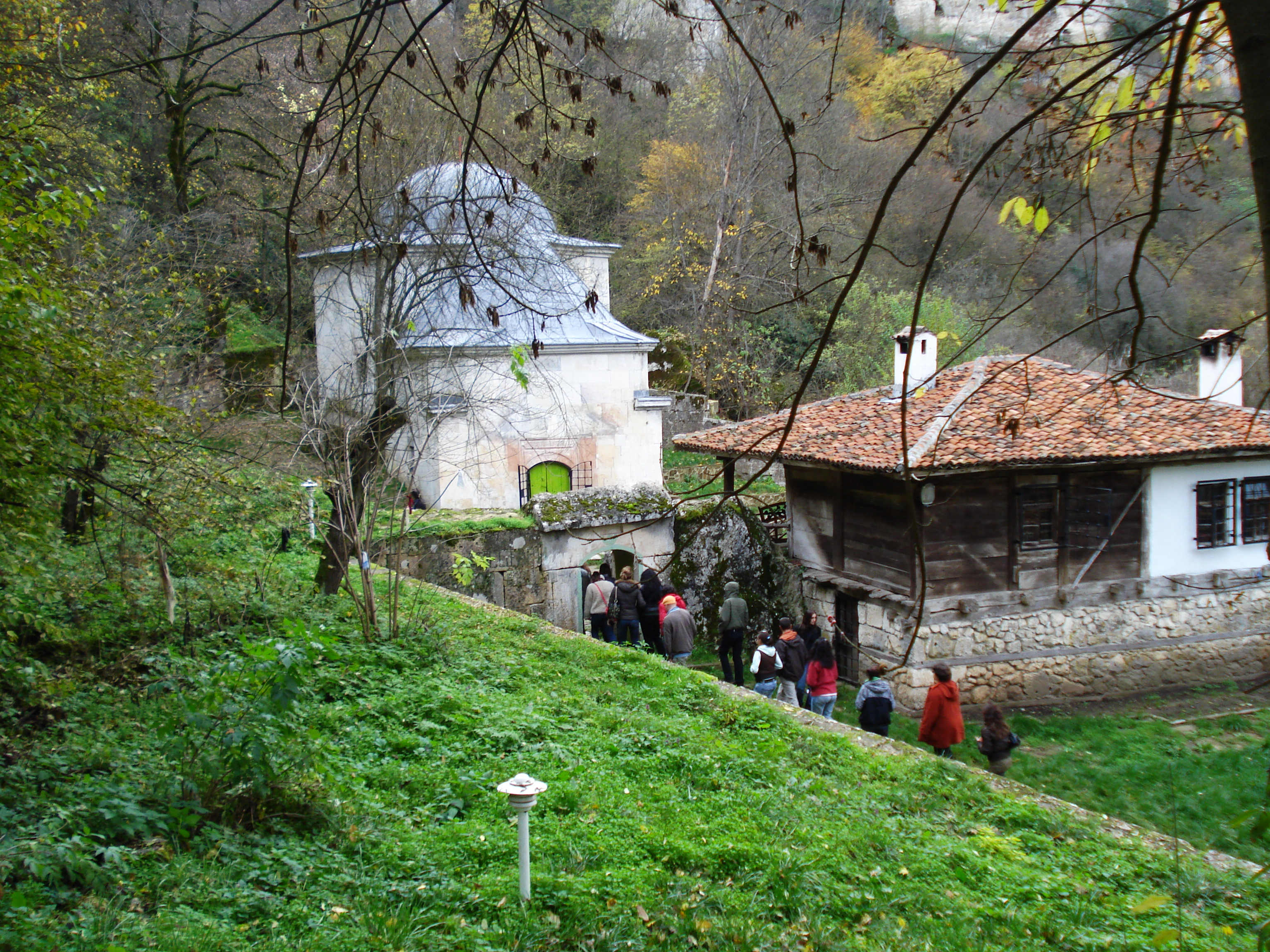
Вид на вхід до мавзолею
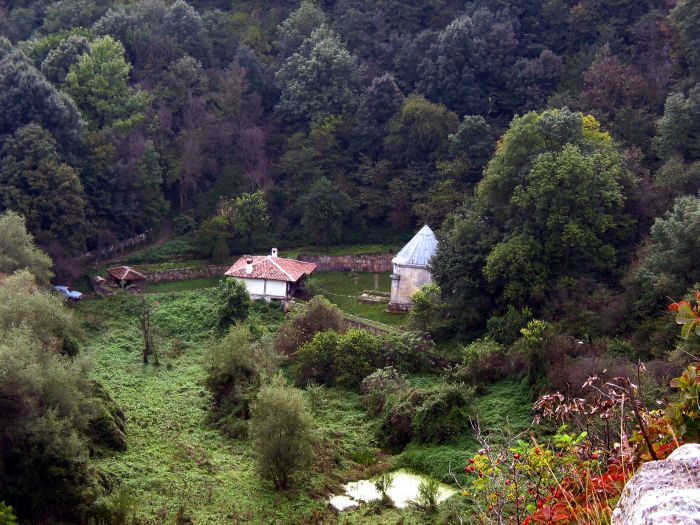
Далекий вид на комплекс